# Breda Dardo
El sistema de armas de corto alcance (CIWS) Dardo fue construido por el consorcio de la compañía italiana Oto Melara para defensa aérea de corto alcance. Se compone de dos cañones integrados Breda Bofors de 40 mm que disparan municiones de alto explosivo (HE), un radar de control de fuego (RTN-10X) y un sistema de control de fuego (RTN-20X y Dardo). Es el último de una larga serie de armas antiaéreas italianas derivadas de los cañones automáticos Bofors 40 mm suecos.

## Propósito

### Cañón antiaéreo L70
En la posguerra el cañón L/70 fue adoptado como estándar antiaéreo en muchos paises. Su desarrollo comenzó cuando la compañía sueca Bofors comenzó a trabajar en el sucesor de su cañón L/60. Como resultado, apareció un nuevo sistema de cañón de 40 mm. con una mayor tasa de disparo y de calibre 70, nuevas municiones y miras estabilizadas con mecanismos de ajuste incorporados.
Bofors vendió la licencia de producción del cañón L/70 a la empresa italiana Breda. Breda continuó desarrollando una serie de cañones navales 40 mm. de cañón simple y doble, que se convirtieron en competidores de la gama de cañones Bofors.
El calibre 40 mm. es atractivo para las marínas, ofreciendo alcance significativamente más largo y efectos más letales en comparación con las armas de 20 y 30mm. Con la aparición de los aviones a reacción el arma se popularizó.
Después de que OTO se fusionó con Melara, la empresa se especializó en cañones de 76 mm. de disparo rápido. Breda de especializó en cañones de 40 mm y 20 mm, utilizando diseños de Bofors y Oerlikon. En la década de 1990 Breda fue integrada en Oto Melara.

### El Dardo
Con la aparición de los mísiles antibuque, que tienen la capacidad de vuelo rasante sobre la superficie del mar y pueden ser lanzados desde múltiples vectores (submarin, avión, buques), se hizo evidente la necesidad de contar con sistemas ligeros de nueva concepción, eficaces y como ultimo recurso, contra mísiles que pudieran pasar la malla defensiva antiaérea. Estos sistemas debian estar dotados con una rapidez de reacción, cadencia de tiro extremadamente elevados y con una alta probabilidad de acierto.
La conmoción producida por el hundimiento de un destructor Israelí, por lanchas equipadas con el misil SS-N-2A hizo que las naciones occidentales incentivaran la creación de sistemas capaces de enfrentar la nueva amenaza.
En Europa se dieron dos tendencias. Gran Bretaña y Francia prefirieron sistemas de mísiles para la protección de sus buques. Holanda, España e Italia optaron por una combinación de cañones.

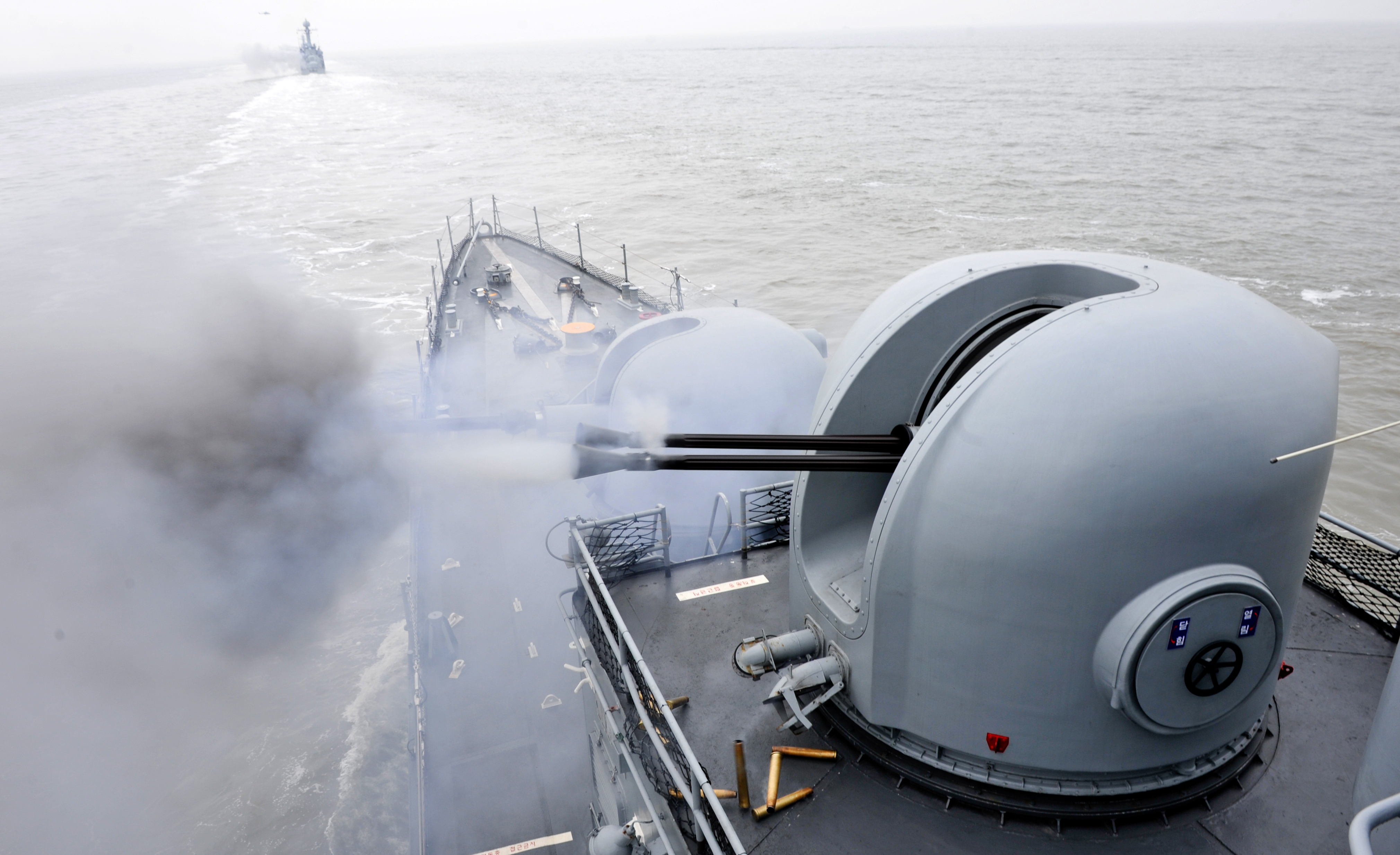
Breda Dardo de una unidad de la Armada de la República de Corea

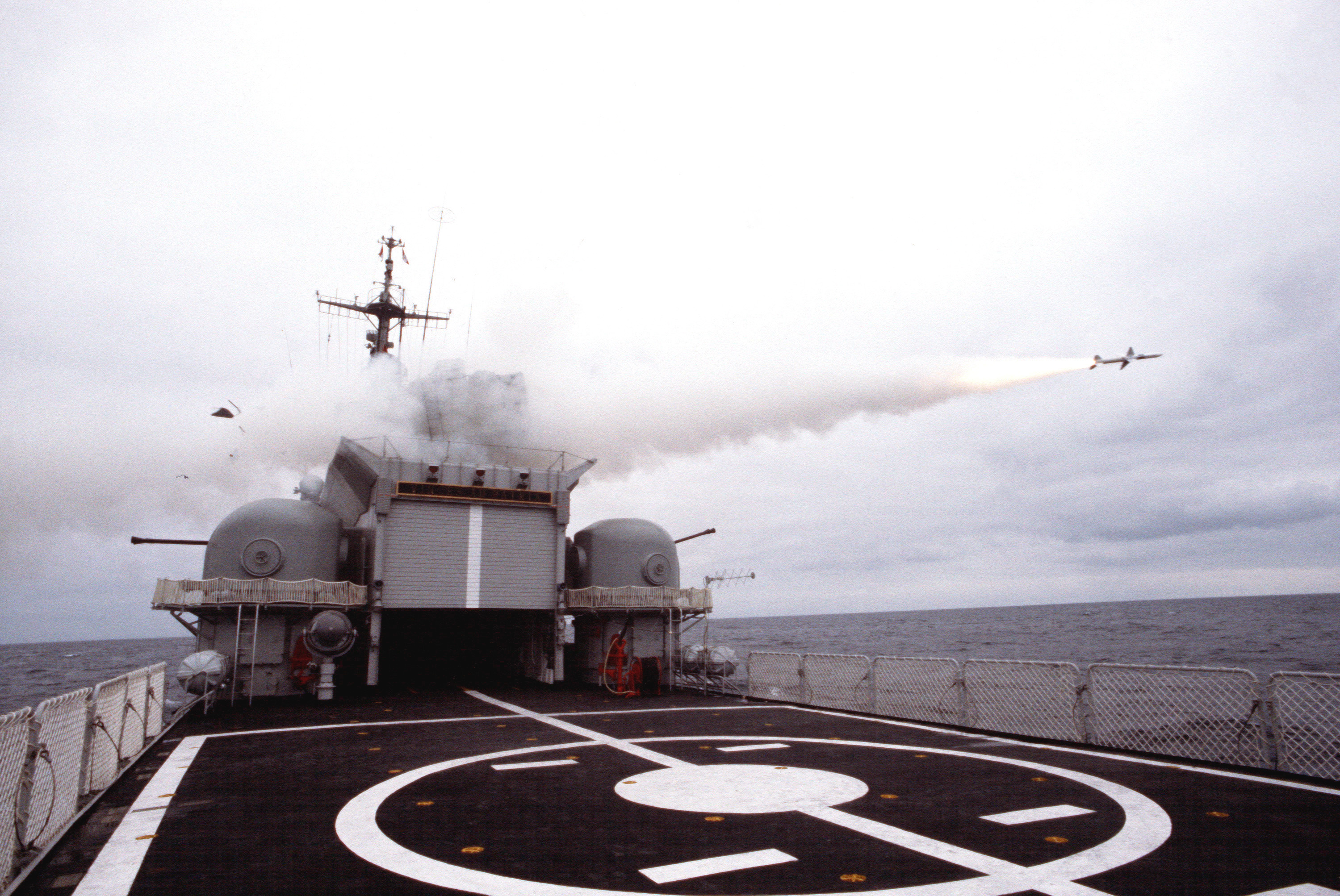
Disposición de los montajes Breda Dardo y Aspide en las fragatas de diseño italiano. En este caso una fragata venezolana.

Es un dispositivo basado en un criterio diferente al Vulcan Phalanx el cual entró en servicio poco después. El propósito principal del sistema es la defensa contra los misiles antibuques, vehículos aéreos no tripulados y otras armas guiadas de precisión. También puede ser empleado en contra aeronaves de ala fija y rotatoria, buques de superficie, pequeñas embarcaciones, objetivos costeros y minas flotantes.
El sistema electrónico fue desarrollado por Selenia-Elsag, bajo la supervisión de la armada italiana, para cumplir los requerimientos de defensa antimisil a	corta distancia. Las	fragatas clase Lupo tenian dos	sistemas Dardo independientes, uno a cada banda del hangar. Su misión era enfrentar detecciones tardías	de ataques que requieren muy	rápida respuesta.
Eran montajes pesados, que necesitaban espacio. En buques grandes los italianos instalaron tres montajes para asegurarse cobertura total. En las fragatas los dos montajes dejaban puntos ciegos.

## Instalación
DARDO está instalado en una torreta cerrada con dos montajes diferentes: el tipo A con 440 municiones en su cargador interno y las restantes 292 municiones en un cargador bajo cubierta; y el tipo B con un solo cargador interno de 440 municiones el cual no requiere la penetración de la cubierta para su instalación.
Los cañones paralelos permiten menor dispersión, ofreciendo por tanto más probabilidad de acertar al blanco. 
El mismo concepto fue ofrecido en una versión terrestre, montada sobre remolque, que no tuvo éxito. También se ofrece una versión naval monotubo, más ligera y en la que la cadencia de disparo se ha incrementado. Asimismo se ofreció una versión de menor calibra, el Breda 30.

## Funcionamiento
Su principio de funcionamiento se basa en un concepto diferente a la de los cañones rotativos de alta cadencia de disparo y precisión. De hecho, el Vulcan Phalanx precedente tiene una estructura que hace que sea más similar al cañón Oerlikon 20 mm de la Segunda Guerra Mundial, siendo por lo tanto un arma ligera, de alta tasa de fuego pero pequeño calibre, además con un alcance y un peso de los proyectiles reducidos. 
El cañón Bofors 40 mm es la otra arma clave de las defensas antiaéreas semejante a lo que hoy podría llamarse "sistema de armas de corto alcance" y del que se puede decir que el Dardo es su sucesor al menos en concepto. Se trata básicamente de 2 cañones Bofors L70 del tipo más reciente, con una mayor cadencia de fuego de 300 disparos por minuto en lugar de 120, y con un cañón de 70 calibres que permite un alcance máximo efectivo de 4.000 metros contra los 3.000 metros del tipo anterior, el Bofors L60 que era el utilizado durante la Segunda Guerra Mundial.

## Operadores

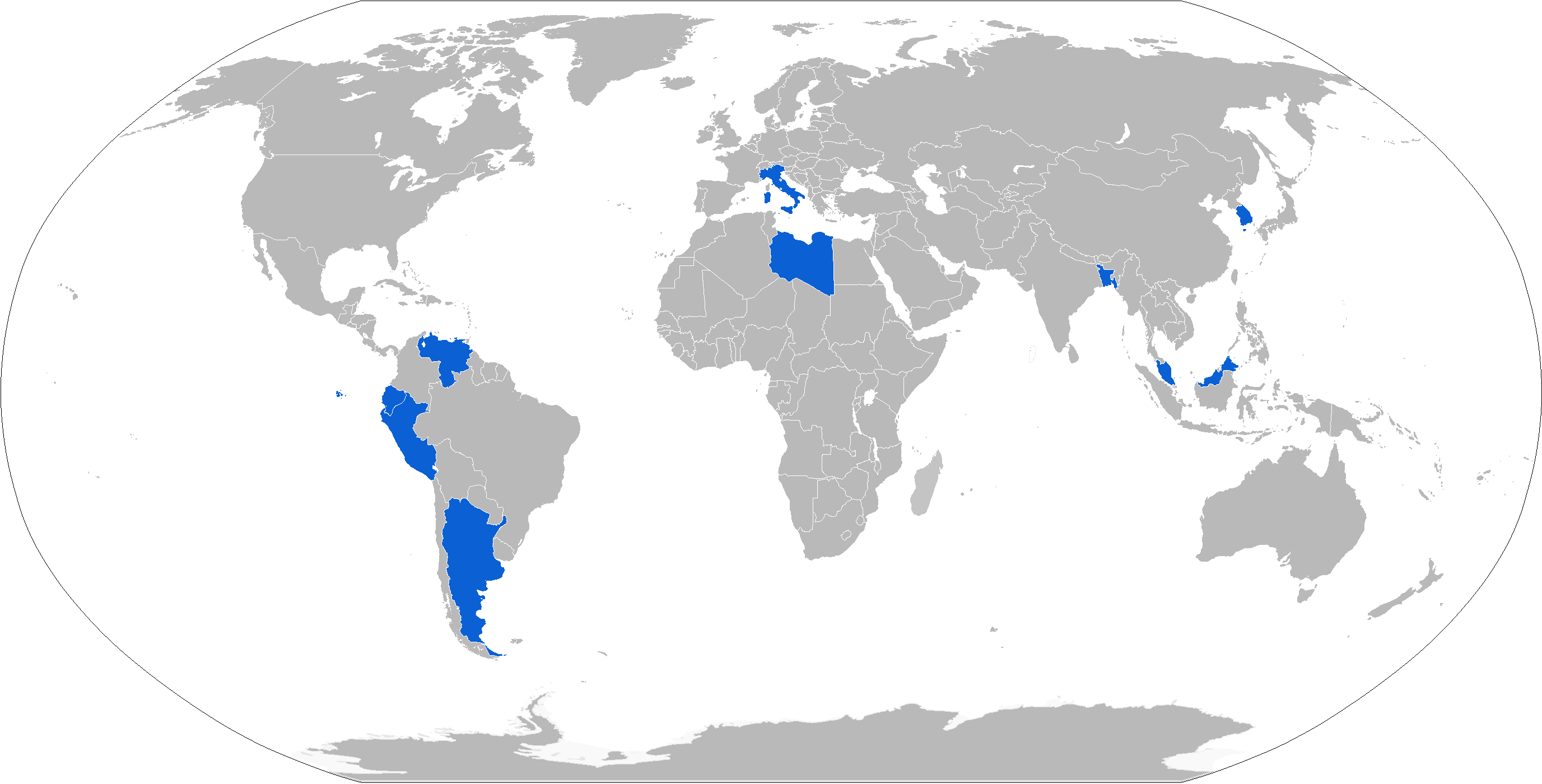
Mapa de operadores de DARDO en azul

### Actuales
- Arabia Saudita
  - Fragata clase Al Madinah
- Argelia
  - Buque de desembarco Kalaat Beni Hammed
- Argentina
  - Destructor clase Almirante Brown
  - Corbeta clase Esporavideo
  - Corbeta clase Drummond
- Bangladés
  - BNS Bangabandhu
- Colombia
  - Fragata clase Almirante Padilla
- Corea del Sur
  - Fragata clase Ulsan
  - Corbeta clase Pohang
- Ecuador
  - Corbeta clase Esmeraldas
  - Barco lanzamisiles clase Quito
- Filipinas
  - BRP Conrado Yap
- Italia
  - Crucero Vittorio Veneto
  - Portaviones Giuseppe Garibaldi
  - Fragata clase Lupo
  - Fragata clase Maestrale
- Libia
  - Corbeta clase Assad
- Malasia
  - Corbeta clase Laksamana
- Nigeria
  - Fragata Aradu
- Perú
  - Fragata clase Lupo
  - Fragata Carvajal
  - Corbeta clase PR-72P
- Venezuela
  - Fragata clase Lupo
- Vietnam
  - Corbeta clase Pohang

## Otras versiones
El Fast forty es una versión mejorada del sistema con una mayor cadencia de disparo, doble cargador y mecanismo de alimentación dual para permitir el intercambio de munición HE a munición perforante estabilizada por aletas con casquillo desechable (APFSDS) cuando un misil llega a un rango a 1.000 metros del buque.
También existe una versión monotubo del Fast Forty. Breda también creó el Breda 30 y una versión terrestre del Dardo, instalada sobre un remolque.

### Artículos similares
- Meroka CIWS
- Phalanx CIWS
- Goalkeeper CIWS
- AK-630 Kashtan CIWS

- Datos: Q2256288
- Multimedia: DARDO (CIWS) / Q2256288